# Mathis Type OB
La Type OB era un'autovettura di fascia medio-alta prodotta tra il 1919 ed il 1920 dalla Casa automobilistica francese Mathis.

## Profilo
La Type OB fu chiamata a riprendere l'eredità della Doctor, ma anche quella della Type OUOO.

Come queste ultime due vetture, la Type OB andava a collocarsi nella fascia delle vetture di cilindrata intorno agli 1.8 litri, un segmento molto poco popolato nel periodo immediatamente successivo alla prima guerra mondiale. Era vero tra l'altro che al termine di un conflitto, le risorse economiche dei Paesi coinvolti tendono a scarseggiare e poche sono le persone ancora in grado di potersi permettere vetture più costose. La Mathis, conscia di ciò, realizzò una vettura di fascia medio-alta, ma bandando al risparmio: il risultato fu una berlina a due porte e ad una sola portiera.

Il propulsore era un 4 cilindri a valvole laterali, da 1795 cm³.

In nome del risparmio, anche la trasmissione era stata resa elementare: il retrotreno era privo di differenziale. Il cambio era a 4 marce e la trazione era posteriore.

La Type OB fu prodotta fino alla fine del 1920, dopodiché, per rivedere una Mathis di cilindrata tra i 1.6 ed i 2 litri, bisognerà attendere fino al 1925, anno di introduzione della Mathis Type LH.